# Olympische Winterspiele 1928/Teilnehmer (Vereinigte Staaten)
| Gelbes Symbol für Goldmedaillen mit stilisierten Olympischen Ringen | Graues Symbol für Silbermedaillen mit stilisierten Olympischen Ringen | Braundes Symbol für Bronzemedaillen mit stilisierten Olympischen Ringen |
| ------------------------------------------------------------------- | --------------------------------------------------------------------- | ----------------------------------------------------------------------- |
| 2                                                                   | 2                                                                     | 2                                                                       |

Die Vereinigten Staaten nahmen an den II. Olympischen Winterspielen 1928 in St. Moritz mit einer Delegation von 24 Athleten, darunter 3 Frauen, teil.
| Männliche Teilnehmer aus den Vereinigten Staaten | Männliche Teilnehmer aus den Vereinigten Staaten                                                                | Männliche Teilnehmer aus den Vereinigten Staaten | Männliche Teilnehmer aus den Vereinigten Staaten | Männliche Teilnehmer aus den Vereinigten Staaten | Männliche Teilnehmer aus den Vereinigten Staaten | Männliche Teilnehmer aus den Vereinigten Staaten | Männliche Teilnehmer aus den Vereinigten Staaten |
| Sportart                                         | Sportler | Disziplin                                        | Platz                                            | Bemerkung                                        |                                                  |                                                  |                                                  |
| ------------------------------------------------ | --- | ------------------------------------------------ | ------------------------------------------------ | ------------------------------------------------ | ------------------------------------------------ | ------------------------------------------------ | ------------------------------------------------ |
| Bob                                              | Jennison Heaton Thomas Doe David Granger Lyman Hine Jay O’Brien                                                 | Fünferbob                                        | Silber                                           | USA I                                            |                                                  |                                                  |                                                  |
| Bob                                              | William Fiske Nion Tucker Geoffrey Mason Clifford Gray Richard Parke                                            | Fünferbob                                        | Gold                                             | USA II                                           |                                                  |                                                  |                                                  |
| Bob                                              | Als Reserveathleten waren aufgeboten: Jack Heaton, D. Dewey, H. Morgan, C. D. Wilkes und E. Armstrong (USA III) |                                                  |                                                  |                                                  |                                                  |                                                  |                                                  |
| Eiskunstlauf                                     | Sherwin Badger                                                                                                  | Herren                                           | 11                                               |                                                  |                                                  |                                                  |                                                  |
| Eiskunstlauf                                     | Sherwin Badger                                                                                                  | Paarlauf                                         | 4                                                | zusammen mit Beatrix Loughran                    |                                                  |                                                  |                                                  |
| Eiskunstlauf                                     | Nathaniel Niles                                                                                                 | Herren                                           | 15                                               |                                                  |                                                  |                                                  |                                                  |
| Eiskunstlauf                                     | Nathaniel Niles                                                                                                 | Paarlauf                                         | 9                                                | zusammen mit Theresa Blanchard                   |                                                  |                                                  |                                                  |
| Eiskunstlauf                                     | Roger Turner | Herren                                           | 10                                               |                                                  |                                                  |                                                  |                                                  |
| Eisschnelllauf                                   | Valentine Bialas                                                                                                | 500 m                                            | 17                                               |                                                  |                                                  |                                                  |                                                  |
| Eisschnelllauf                                   | Valentine Bialas                                                                                                | 1500 m                                           | 6                                                |                                                  |                                                  |                                                  |                                                  |
| Eisschnelllauf                                   | Valentine Bialas                                                                                                | 5000 m                                           | 6                                                |                                                  |                                                  |                                                  |                                                  |
| Eisschnelllauf                                   | John Farrell | 500 m                                            | Bronze                                           |                                                  |                                                  |                                                  |                                                  |
| Eisschnelllauf                                   | John Farrell | 1500 m                                           | 8                                                |                                                  |                                                  |                                                  |                                                  |
| Eisschnelllauf                                   | John Farrell | 5000 m                                           | 17                                               |                                                  |                                                  |                                                  |                                                  |
| Eisschnelllauf                                   | Irving Jaffee                                                                                                   | 500 m                                            | 11                                               |                                                  |                                                  |                                                  |                                                  |
| Eisschnelllauf                                   | Irving Jaffee                                                                                                   | 1500 m                                           | 7                                                |                                                  |                                                  |                                                  |                                                  |
| Eisschnelllauf                                   | Irving Jaffee                                                                                                   | 5000 m                                           | 4                                                |                                                  |                                                  |                                                  |                                                  |
| Eisschnelllauf                                   | Eddie Murphy | 500 m                                            | 10                                               |                                                  |                                                  |                                                  |                                                  |
| Eisschnelllauf                                   | Eddie Murphy | 1500 m                                           | 5                                                |                                                  |                                                  |                                                  |                                                  |
| Eisschnelllauf                                   | Eddie Murphy | 5000 m                                           | 14                                               |                                                  |                                                  |                                                  |                                                  |
| Ski Nordisch                                     | Anders Haugen                                                                                                   | 18-km-Langlauf                                   | 43                                               |                                                  |                                                  |                                                  |                                                  |
| Ski Nordisch                                     | Anders Haugen                                                                                                   | Nordische Kombination                            | 25                                               |                                                  |                                                  |                                                  |                                                  |
| Ski Nordisch                                     | Anders Haugen                                                                                                   | Spezialsprunglauf                                | 18                                               |                                                  |                                                  |                                                  |                                                  |
| Ski Nordisch                                     | Rolf Monsen | 18-km-Langlauf                                   | 45                                               |                                                  |                                                  |                                                  |                                                  |
| Ski Nordisch                                     | Rolf Monsen | Nordische Kombination                            | dnf                                              |                                                  |                                                  |                                                  |                                                  |
| Ski Nordisch                                     | Rolf Monsen | Spezialsprunglauf                                | 6                                                |                                                  |                                                  |                                                  |                                                  |
| Ski Nordisch                                     | Charles Proctor                                                                                                 | 18-km-Langlauf                                   | 44                                               |                                                  |                                                  |                                                  |                                                  |
| Ski Nordisch                                     | Charles Proctor                                                                                                 | Nordische Kombination                            | 26                                               |                                                  |                                                  |                                                  |                                                  |
| Ski Nordisch                                     | Charles Proctor                                                                                                 | Spezialsprunglauf                                | 14                                               |                                                  |                                                  |                                                  |                                                  |
| Skeleton                                         | Jennison Heaton                                                                                                 | –                                                | Gold                                             |                                                  |                                                  |                                                  |                                                  |
| Skeleton                                         | Jack Heaton | –                                                | Silber                                           |                                                  |                                                  |                                                  |                                                  |
|                                                  | |                                                  |                                                  |                                                  |                                                  |                                                  |                                                  |
| Weibliche Teilnehmer aus den Vereinigten Staaten | |                                                  |                                                  |                                                  |                                                  |                                                  |                                                  |
| Sportart                                         | Sportler | Disziplin                                        | Platz                                            | Bemerkung                                        |                                                  |                                                  |                                                  |
| Eiskunstlauf                                     | Theresa Blanchard                                                                                               | Damen                                            | 10                                               |                                                  |                                                  |                                                  |                                                  |
| Eiskunstlauf                                     | Theresa Blanchard                                                                                               | Paarlauf                                         | 9                                                | zusammen mit Nathaniel Niles                     |                                                  |                                                  |                                                  |
| Eiskunstlauf                                     | Beatrix Loughran                                                                                                | Damen                                            | Bronze                                           |                                                  |                                                  |                                                  |                                                  |
| Eiskunstlauf                                     | Beatrix Loughran                                                                                                | Paarlauf                                         | 4                                                | zusammen mit Sherwin Badger                      |                                                  |                                                  |                                                  |
| Eiskunstlauf                                     | Maribel Vinson                                                                                                  | Damen                                            | 4                                                |                                                  |                                                  |                                                  |                                                  |